# Acanthurus nigroris
Acanthurus nigroris là một loài cá biển thuộc chi Acanthurus trong họ Cá đuôi gai. Loài cá này được mô tả lần đầu tiên vào năm 1835.

## Từ nguyên
Danh từ định danh của loài cá này, nigrosis, trong tiếng Latinh có nghĩa là "môi màu đen", hàm ý đề cập đến màu đen của môi (nhiều khả năng là nói đến mẫu vật đã được bảo quản trong rượu chứ không phải màu sắc khi còn sống).

## Phân loại và phạm vi phân bố
Trước đây, A. nigroris được xem là loài có phạm vi phân bố chủ yếu ở các đảo quốc trên Thái Bình Dương và tại rạn san hô Great Barrier. Tuy nhiên, những cá thể được thu thập ở quần đảo Hawaii và đảo Johnston lại có vài điểm khác biệt về hình thái so với những cá thể ở các tiểu vùng Polynesia và Micronesia. Số lượng tia vây ở vây lưng và vây hậu môn, cũng như số lược mang của A. nigroris ở Hawaii lại nhiều hơn so với cá thể đồng loại ở Polynesia và Micronesia.
Cộng với đó, kết quả phân tích di truyền đã cho thấy, quần thể A. nigroris ở Hawaii - Johnston và ở Polynesia - Micronesia là hai loài riêng biệt. Những quần thể ở các đảo quốc thuộc Polynesia và Micronesia đã được xác định là của loài Acanthurus nigros, trước đây được coi là danh pháp đồng nghĩa của A. nigroris. Còn quần thể ở quần đảo Hawaii và đảo Johnston mới chính là của A. nigroris, khiến cho A. nigroris trở thành loài đặc hữu của khu vực này.

## Mô tả
Chiều dài cơ thể tối đa được ghi nhận ở A. nigroris là 25 cm. Loài cá này có một mảnh xương nhọn chĩa ra ở mỗi bên cuống đuôi tạo thành ngạnh sắc, là đặc điểm của họ Cá đuôi gai.
A. nigroris có màu nâu sẫm với những vân sọc màu xanh lam ở hai bên thân, dọc theo chiều dài của cơ thể. Cuống đuôi có một dải trắng. Điểm tiếp giáp giữa gốc vây lưng và vây hậu môn với cuống đuôi có đốm đen. Rìa của vây lưng và vây hậu môn có màu xanh ánh kim hoặc trắng. Vây đuôi của A. nigroris lõm hơn một chút so với A. nigros.
Số gai ở vây lưng: 9; Số tia vây ở vây lưng: 24 - 27; Số gai ở vây hậu môn: 3; Số tia vây ở vây hậu môn: 23 - 25.

### Trích dẫn
- John E. Randall; Joseph D. DiBattista; Christie Wilcox (2011). “Acanthurus nigros Günther, a Valid Species of Surgeonfish, Distinct from the Hawaiian A. nigroris Valenciennes” (PDF). Pacific Science. 65 (2): 265–275.[liên kết hỏng]